# BMW-Werk Leipzig
Das BMW-Werk Leipzig ist ein Automobilwerk von BMW auf dem Gebiet von Leipzig, welches am 13. Mai 2005 eröffnet wurde, bereits seit März 2005 wird dort in Serie produziert. Die Produktionskapazität des Werkes beträgt rund 1000 Fahrzeuge täglich, wovon 2018 etwa 180 Elektrofahrzeuge waren. 2021 wurden dort 191.604 Fahrzeuge produziert.

## Werksstruktur

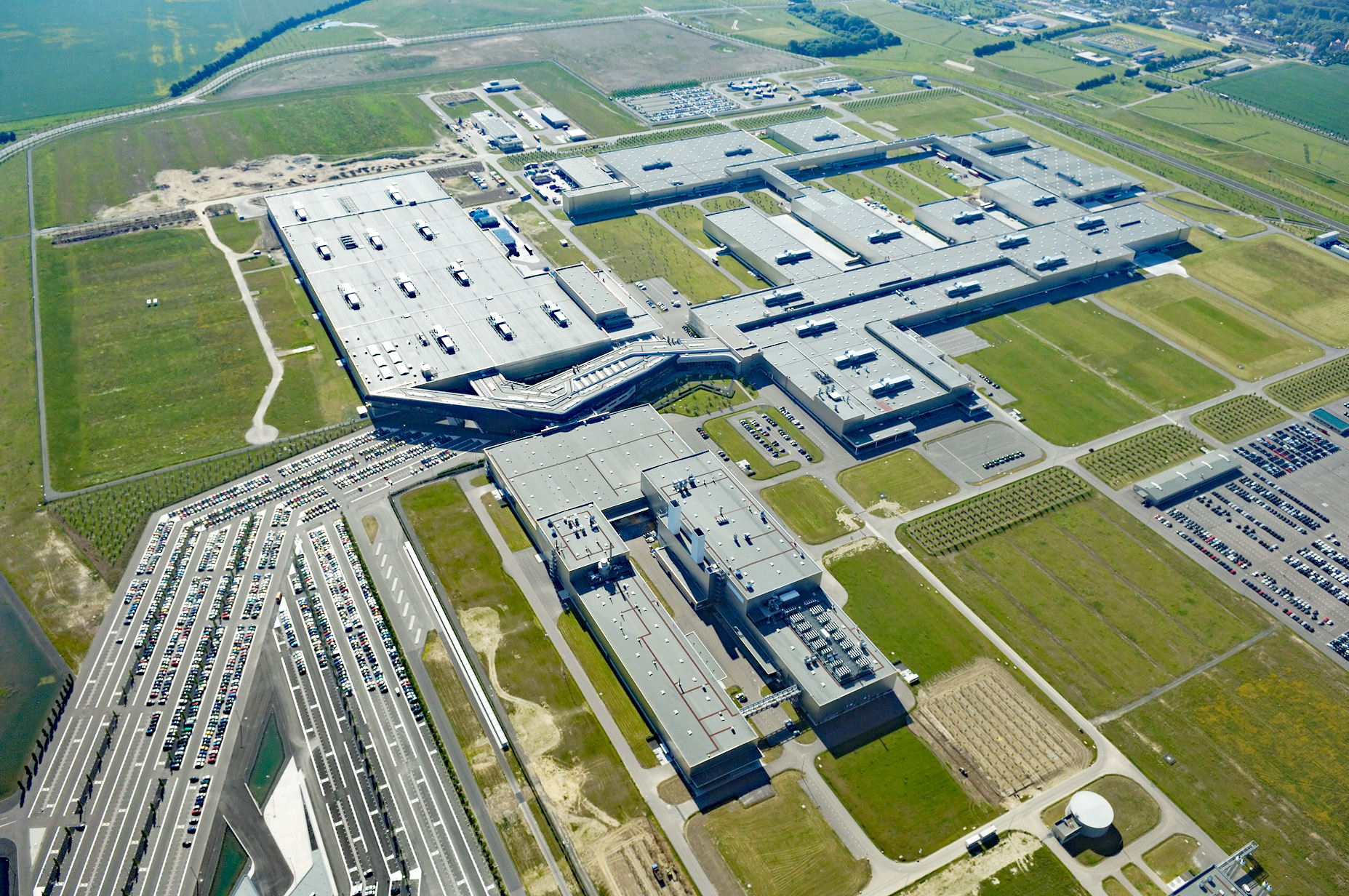
BMW-Werk Leipzig – Luftaufnahme

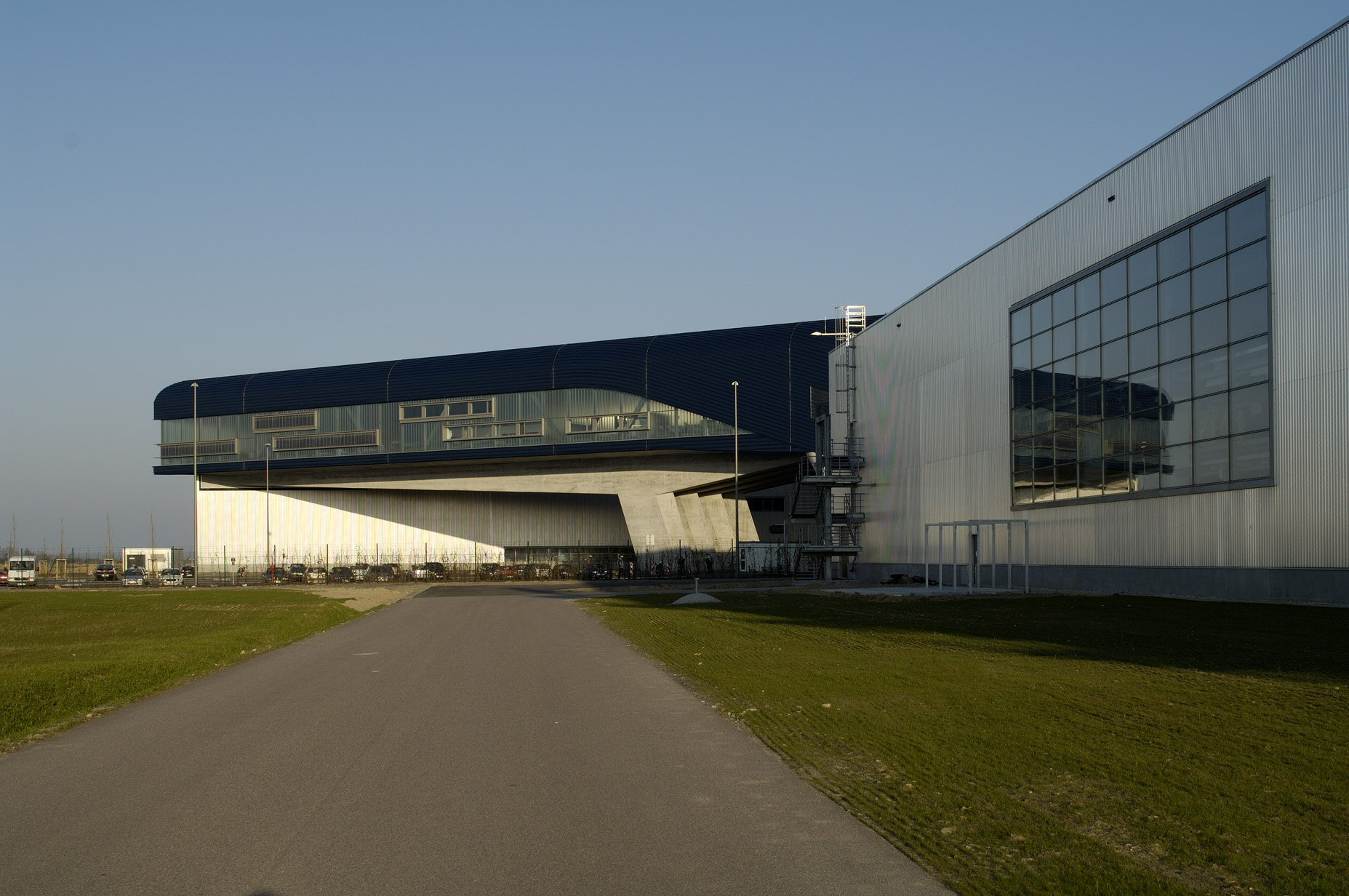
BMW-Werk Leipzig – Zentralgebäude außen

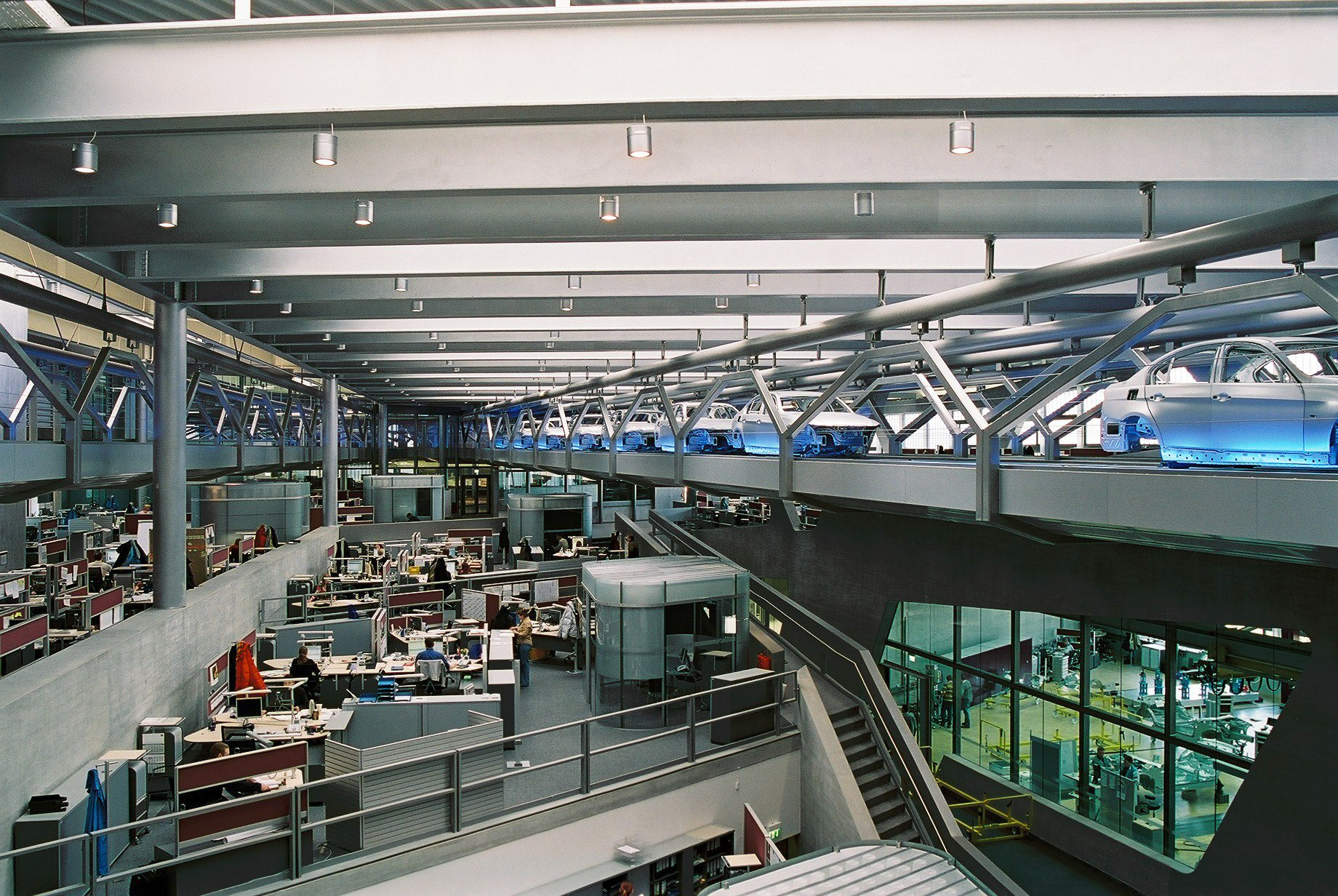
BMW-Werk Leipzig – Zentralgebäude innen

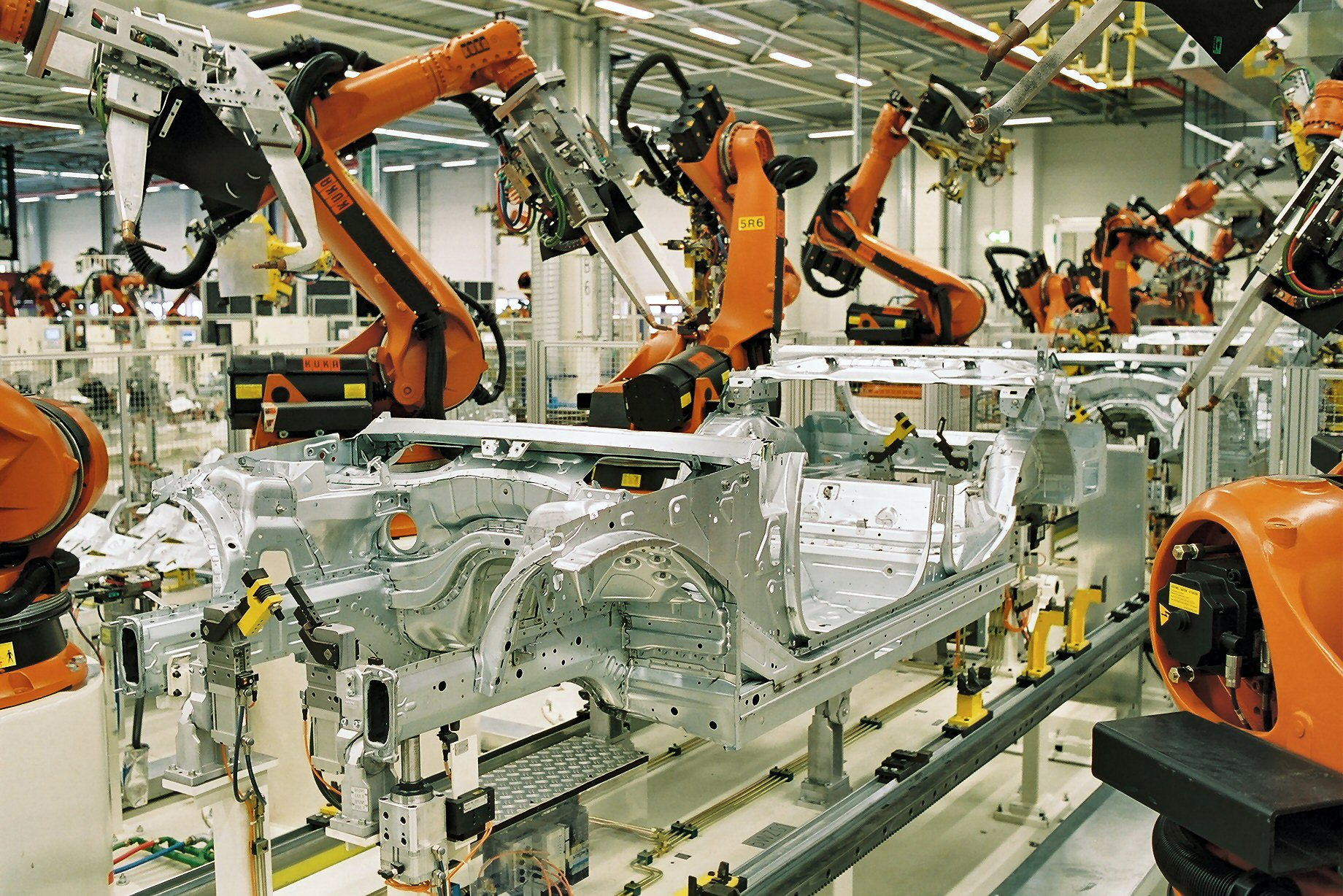
BMW-Werk Leipzig – Karosseriebau

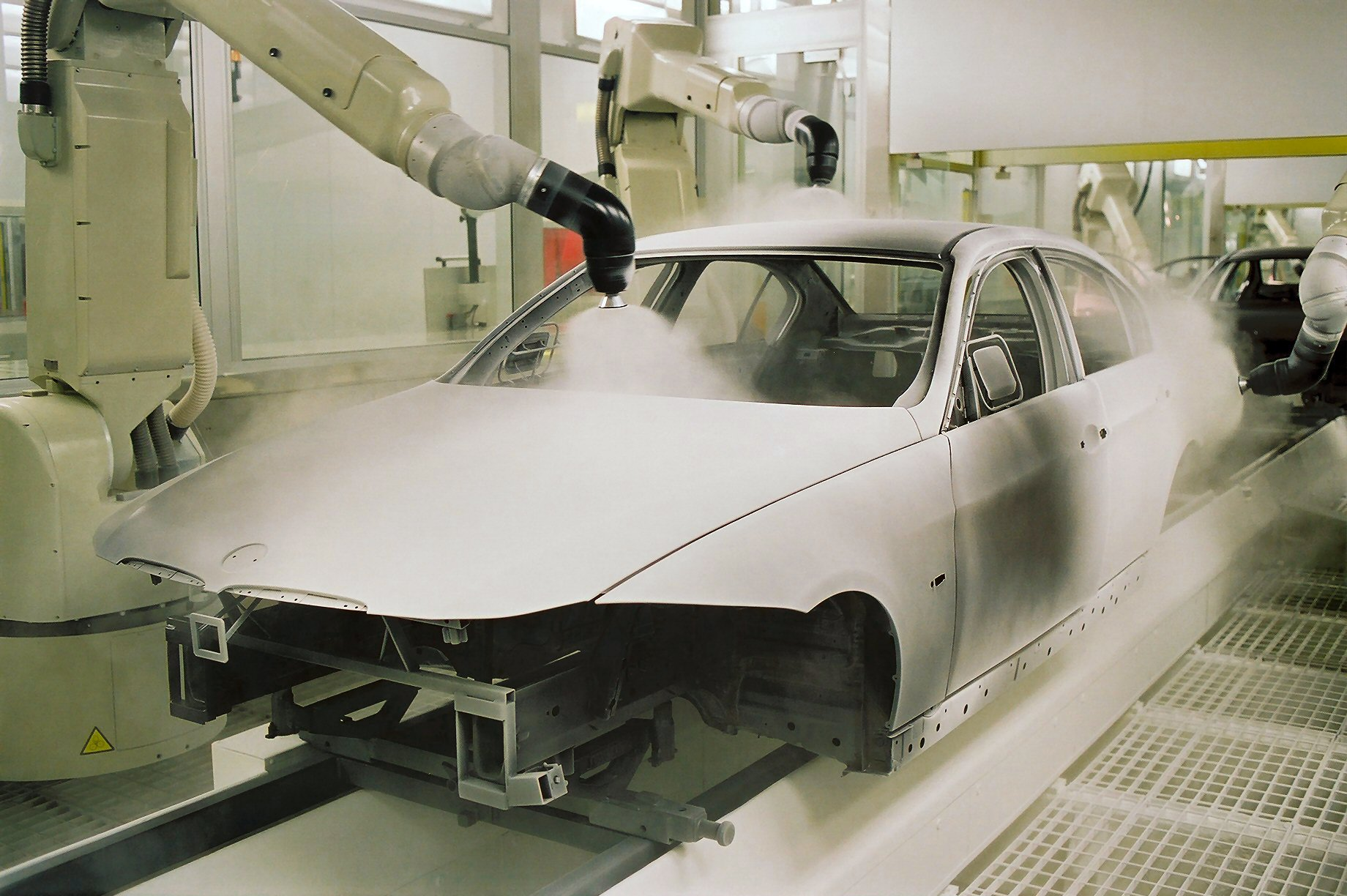
BMW-Werk Leipzig – Lackiererei

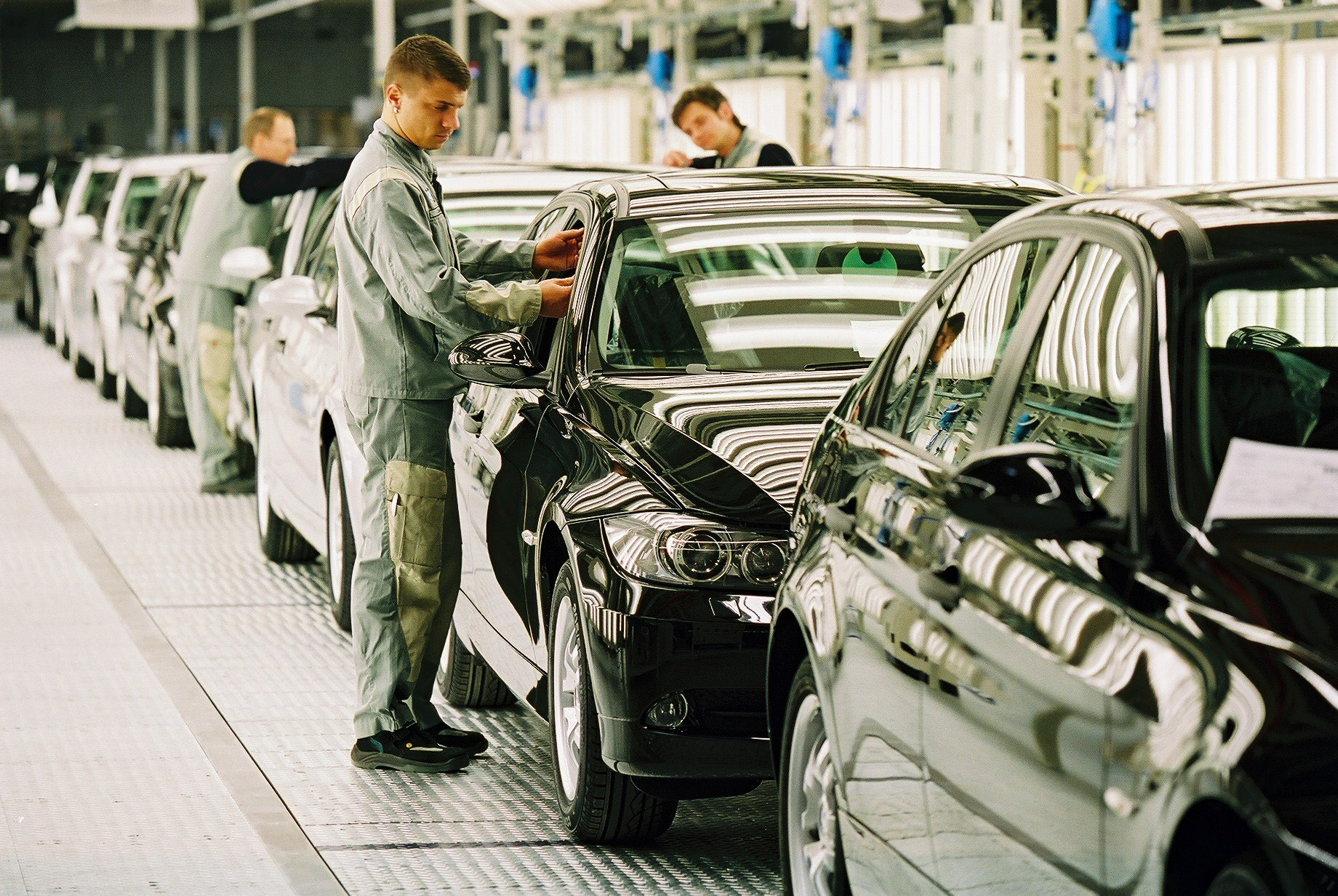
BMW-Werk Leipzig – Montage

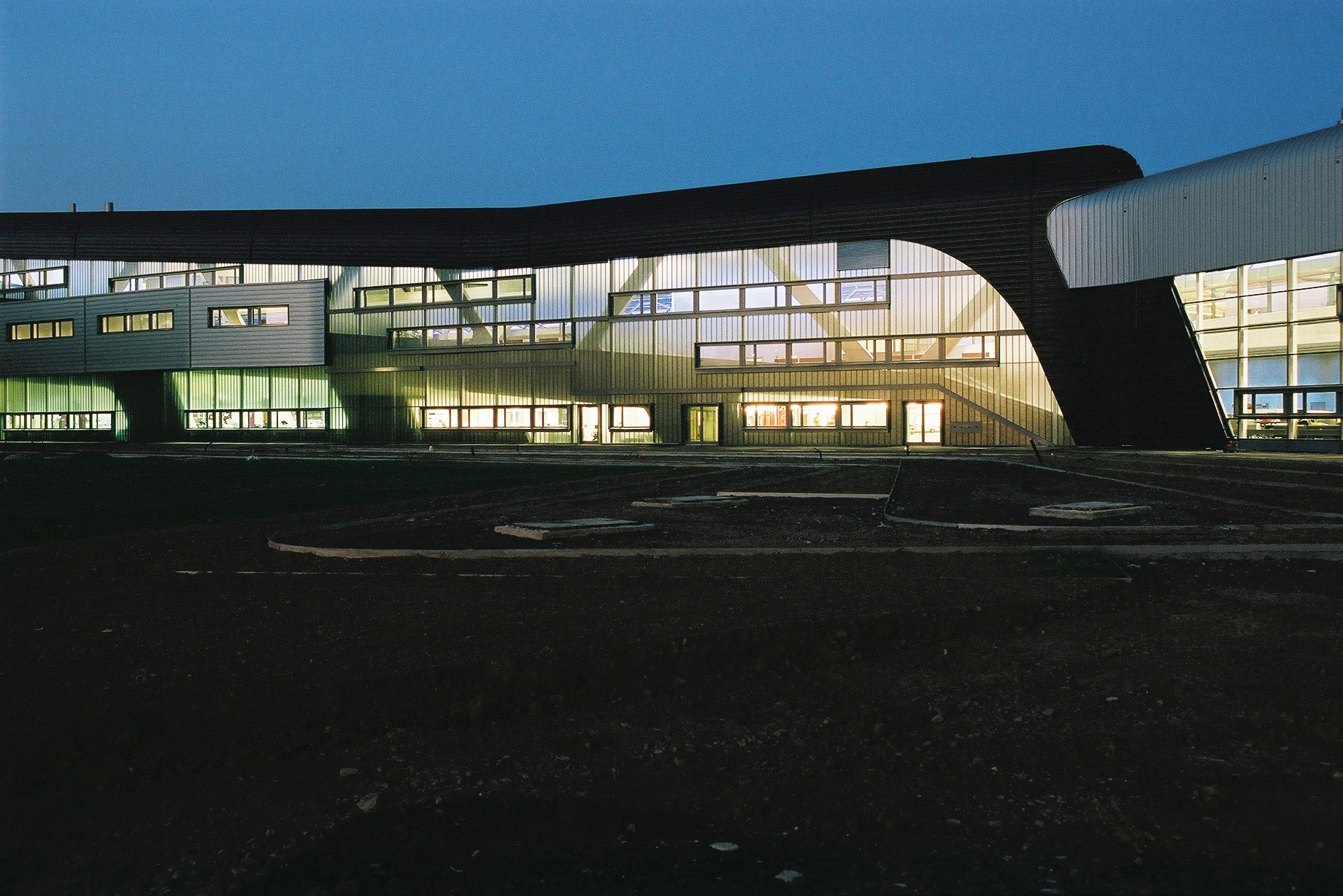
BMW-Werk Leipzig – Zentralgebäude

Die Werkstruktur zeichnet sich dadurch aus, dass die drei Haupt-Produktionshallen (Karosseriebau, Lackiererei und Montage) sich um ein zentrales Verwaltungs-, Kommunikations- und Dienstleistungsgebäude (Zentralgebäude) herum gruppieren. Hierdurch sind die Produktionsbereiche auf kurzen Wegen miteinander vernetzt. Eine weitere Besonderheit ist die patentierte und in der Branche bisher einzigartige Fingerstruktur (auch Kammstruktur) der Montagehalle. Diese ermöglicht es, die Logistikwege sehr kurz zu halten und bei Bedarf durch Verlängerung einzelner Finger weitere Produktionsschritte flexibel einzufügen, ohne dabei die laufende Produktion unterbrechen zu müssen.
Im BMW-Werk Leipzig werden regelmäßig Werksführungen angeboten. Eine Tour dauert je nach Variante 100 bis 130 Minuten. Dabei erhalten Besucher Einblicke in verschiedene Produktionsbereiche wie den Karosseriebau, die Montage und die Hochvoltbatteriefertigung. Auf einer flexiblen Produktionslinie werden gleichzeitig mehrere Modellreihen – darunter der BMW 1er, BMW 2er Gran Coupé, BMW 2er Active Tourer sowie der Mini Countryman – in unterschiedlichen Antriebsvarianten gefertigt. Architektonisch ist insbesondere das von der Architektin Zaha Hadid entworfene Zentralgebäude des Werks hervorzuheben. Die Werksführungen ermöglichen Besuchern, die industrielle Relevanz und technische Komplexität der Automobilproduktion vor Ort unmittelbar zu erleben.

## Geschichte

### Die Ausschreibung
Im Rahmen der Produkt- und Marktoffensive des Unternehmens stieg die Zahl der produzierten Fahrzeuge bei BMW in den Jahren um die Jahrtausendwende kontinuierlich auf über 1,3 Millionen Pkw pro Jahr (2005). Um die benötigten zusätzlichen Produktionskapazitäten aufbauen zu können, wurde ab Mitte 2000 in Europa ein Standort für ein neues Werk gesucht. Nach einem umfassenden Auswahlprozess erhielt Leipzig am 18. Juli 2001 den Zuschlag. Für den Standort sprachen neben den preiswerten Arbeitskräften und der ebenen Geländeflächen für ein neues Werk, vor allem die in der Region Chemnitz-Zwickau beheimatete gute industrielle Zulieferindustrie für den Automobilbau und die dort verfügbaren qualifizierten und motivierten Mitarbeiter. Zuletzt waren außer Leipzig noch Augsburg, Schwerin, Arras (Nordfrankreich) und Kolín (Tschechien) im Rennen, auch Leipzigs Nachbarstadt Halle hatte sich beworben.

### Bauphase
Im August 2001 begann inoffiziell die über drei Jahre dauernde Bauphase. Das 208 Hektar große Grundstück musste zuerst geebnet werden, dazu wurden fast vier Millionen Kubikmeter Erdreich bewegt. Zeitgleich begann der Anschluss an die vorhandene Infrastruktur Leipzigs, etwa mit dem Ausbau des Autobahnanschlusses Leipzig-Messegelände. Der erste Spatenstich am 7. Mai 2002 markierte den offiziellen Baubeginn und gleichzeitig den Beginn des Hochbaus. Nachdem am 29. April 2003 die Produktionshallen fast vollständig errichtet waren, wurde der Grundstein des Zentralgebäudes gelegt, und schon im Herbst 2003 konnte mit dem Einbau der Produktionsanlagen begonnen werden. Zu diesem Zeitpunkt arbeiteten insgesamt mehr als 4.000 Menschen auf dieser seinerzeit größten Industriebaustelle Europas.
Im Frühjahr 2004 begann die Begrünung des Geländes und weiterer Ausgleichsflächen im Stadtgebiet Leipzig. Über 2.200 heimische Bäume wurden eingesetzt, mehr als 4.000 Kubikmeter Hecken gepflanzt, fast ein Quadratkilometer Magerrasen mit Wildkräutern ausgesät und ein Feuchtbiotop mit 5.000 Quadratmetern Schilfgürtel angelegt. Insgesamt wurde von Biologen errechnet, dass nach Fertigstellung des Geländes der ökologische Wert des Werkes mit 105 Prozent über dem der sich vorher dort befindenden Wiesen und Äcker lag.
Am 8. Juli 2004 wurde das erste komplett montierte Fahrzeug im Werk Leipzig hergestellt, es begann damit der Erprobungsbetrieb, bis am 1. März 2005 das erste Kundenfahrzeug planmäßig vom Band rollte. Bereits am 16. Juni 2006 wurde das 100.000ste Fahrzeug hergestellt, am 3. Juli 2007 bereits das 250.000ste.
Die Gesamtinvestition betrug etwa 1,2 Milliarden Euro. Dieser Betrag enthält neben den Kosten für das Grundstück sämtliche Bauumfänge, Anlagen und technischen Einrichtungen sowie die produktbezogenen Investitionen (zum Beispiel spezielle Roboter oder Werkzeuge) bis zum Beginn der Serienproduktion im Jahr 2005.

### Zentralgebäude von Zaha Hadid
Das Zentralgebäude ist das kommunikative Zentrum des Werkes. Hier laufen die wesentlichen Kommunikationsbeziehungen zusammen. Auffällig ist, dass die Karosserien über den Arbeitsplätzen zwischen den Fertigungsbereichen transportiert werden, um den Mitarbeitern und Angestellten das Produkt jederzeit vor Augen zu führen. Das Zentralgebäude wurde von der Londoner Architektin Zaha Hadid entworfen. Sie hatte sich in einem Architekturwettbewerb, an dem 24 Büros aus aller Welt teilgenommen hatten, durchgesetzt.
Das Zentralgebäude wurde unter anderem mit dem Architekturpreis der Stadt Leipzig 2005 und mit dem renommierten Deutschen Architekturpreis 2005 ausgezeichnet. Dieser Preis wird alle zwei Jahre von der E.ON Ruhrgas AG unter der Schirmherrschaft der Bundesarchitektenkammer vergeben.

### Presswerk
Am 9. September 2009 wurden ein Presswerk und ein Produktionszentrum zur Fertigung von Türen sowie Front- und Heckklappen eingeweiht.

## Produkte

### Fahrzeuge
- 2005–2009: BMW 3er Limousine (E90)
- 2007–2012: BMW 1er Dreitürer (E81)
- 2007–2013: BMW 1er Coupé (E82)
- 2008–2013: BMW 1er Cabrio (E88)
- 2009–2015: BMW X1 (E84)
- 2011–2012: BMW 1er M Coupé (E82M)
- 2012–2019: BMW 1er Fünftürer (F20)
- 2013–2020: BMW i8 (I12 und ab 2018 auch I15)[6][7][8]
- 2013–2021: BMW 2er Coupé (F22)
- 2013–2022: BMW i3 (I01)
- 2014–2021: BMW 2er Active Tourer (F45)
- 2014–2021: BMW 2er Cabrio (F23)
- 2015–2021: BMW M2 (F87)
- 2019–2024: BMW 1er Fünftürer (F40)
- 2020–2024: BMW 2er Gran Coupé (F44)
- 2021–heute: BMW 2er Active Tourer (U06)
- 2024–heute: BMW 1er Fünftürer (F70)
- 2025–heute: BMW 2er Gran Coupé (F74)

Darüber hinaus wurde im November 2020 die Produktion des Mini Countryman (U25) an das Werk Leipzig vergeben. Damit ist dieses das erste Werk, das sowohl BMW als auch Mini-Fahrzeuge herstellt.

### Batteriemodule
Seit Mai 2021 werden auch Akkumodule in Großserie hergestellt, zunächst für den vollelektrischen BMW iX. In diesem Bereich arbeiteten anfangs 80 Mitarbeiter, Ende des Jahres 2021 sollten es 150 sein.

## Umwelt- und Naturschutz

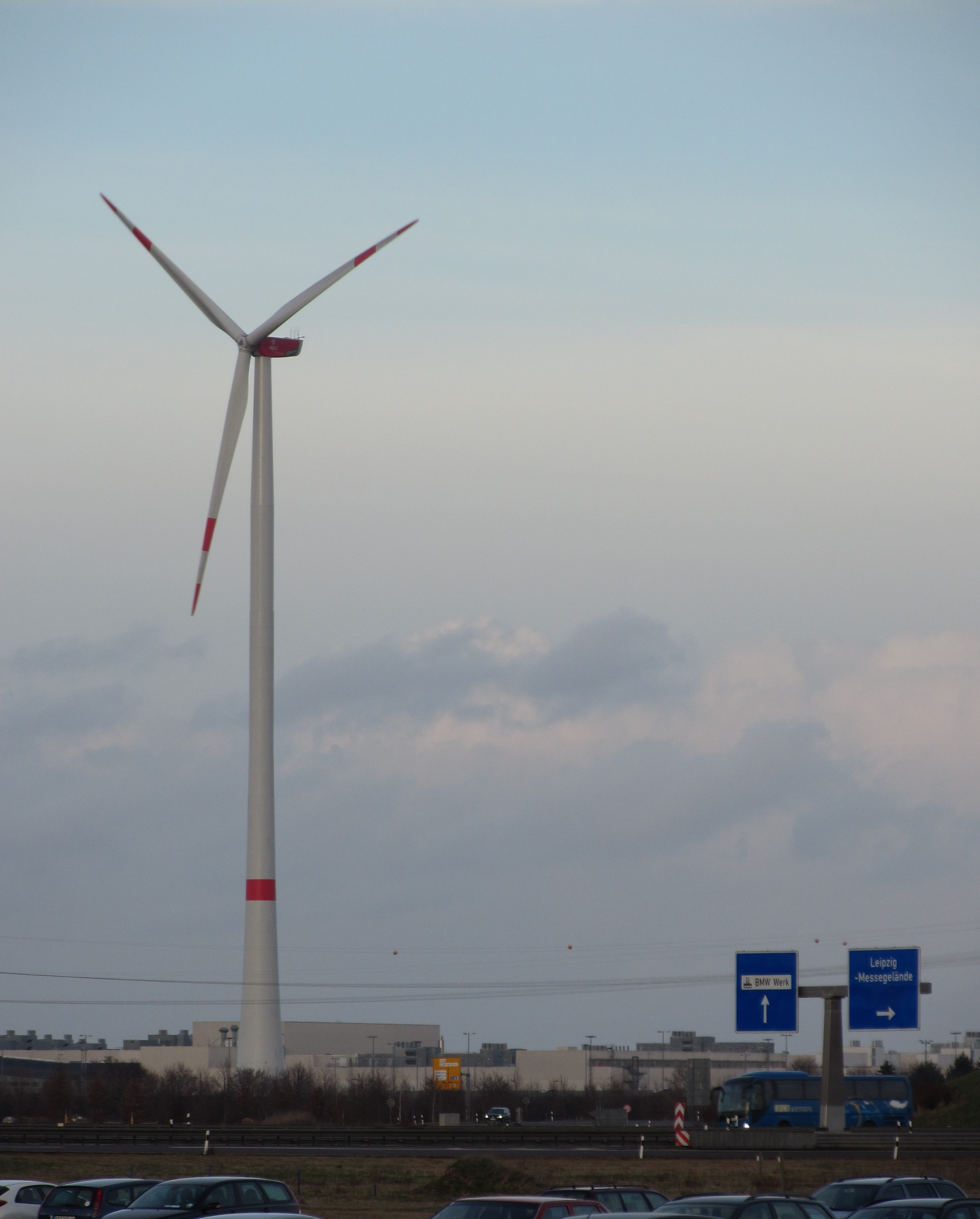
Eine der vier Windkraftanlagen des Werks

Im Mai 2013 wurden vier Windkraftanlagen des Typs Nordex N100 in Betrieb genommen, die den produzierten Strom direkt in das Stromnetz des Werkes einspeisen. Jede der Anlagen hat eine Nennleistung von 2,5 MW, eine Nabenhöhe von 140 Metern und einen Rotordurchmesser von 100 Metern, ist also insgesamt 190 Meter hoch. Betreiber ist die wpd AG, der kalkulierte Jahresstromertrag liegt bei 28 GWh. BMW gab 2013 an, dass der Strombedarf für das Montagewerk der elektrischen i-Modelle zu 100 % aus der eigenen Windkraft gedeckt wird.
Seit Oktober 2017 gibt es eine Speicherfarm aus 500 alten und neuen Batterien des BMW i3 zum Ausgleich von Stromschwankungen.
Auf dem Freigelände um das Werk wurden 230 Apfelbäume angepflanzt. Hier wohnen 13 Bienenvölker. Zudem wurden mehrere Singvogelarten auf dem Gelände angesiedelt.